# ديزني فينيل
ديزني فينيل هي علامة تجارية من ألعاب الفينيل القابلة للتحصيل بمقاسات 1.5 و3 و9 بوصة وتباع في حدائق ملاهي ديزني، ومتاجر ديزني، ومتجر ديزني عبر الإنترنت. .
يتم تشكيل معظم الأشكال على شكل جسم ميكي ماوس ولكن لها علامات وألوان وأنماط مختلفة. هذا يعني أن جميع الأشكال لها آذان مستديرة، سواء كانت الشخصية مطلية بها أم لا.
يتم طلاء الأذنين بخلفيات - نجوم، خطوط، أقواس قزح - لتتناسب مع الشخصية المرسومة. الاستثناء من السلسلة هو سلسلة بارك ستارز التي لا تشبه ميكي على الإطلاق، وهي تشبه إلى حد كبير الشخصيات الشهيرة من حدائق ديزني. تم تقديم الفينيل لأول مرة في يوليو 2008، وتم إدخال النسخ الأولى في نوفمبر 2008.

## التجارة
في عالم والت ديزني ومنتجعات ديزني لاند مؤخراً  توقف التداول الرسمي لأن الفينيل تعتبر «مقتنيات» وليست «تجارية». ومع ذلك، على الرغم من حظر ديزني للتجارة بها، لا يزال التداول يحدث بين المجموعات الخاصة.
على مدى السنوات القليلة الماضية، أصبح التداول عبر الإنترنت أكثر انتشارًا، مع ظهور مواقع مخصصة لأخبار التداول والتجارة. تطبيق ويب الآن متاح حيث يمكن لجامعي الفينيل الذهاب لتنظيم مجموعاتهم، والحصول على معلومات تفصيلية عن كل فينيل تم صنعه حتى الآن، وتداول الفينيلات، وشراء الفينيلات.
يتم تداول تماثيل الفينيل من خلال الأصدقاء أو النوادي أو مالكي تماثيل الفينيل الآخرين. في بعض المواقع، يمكن استبدال التماثيل القديمة أو الباهتة بالتماثيل الجديدة.

## التعبئة والتغليف
تباع الفينيل في تغليفات مختومة. لا يعرف المشتري الرقم الذي يشترونه حتى يفتحه. كل شخصية تنتمي إلى سلسلة 8 أو 12 أو 24. تتم طباعة جميع الأشكال في سلسلة على العبوة، وتأتي السلسلة نفسها في صندوق كبير معروض عند مكان الشراء. كل سلسلة لها شخصية مجهولة تسمى «المطارد». تأتي بعض الأشكال مع بطاقات أو ملصقات أو شكل آخر لعمل مجموعة. بالإضافة إلى كونه شخصية غامضة، فإن المطارد هو أيضًا أحد الشخصيات الأكثر ندرة في كل سلسلة. ومع ذلك، بالإضافة إلى المطارد، هناك أيضًا متغيرات يتم إدراجها عشوائيًا في الحالات بمعدل أقل من المطارد. البديل هو نسخة مختلفة من أحد الفينيل في السلسلة.
كما تباع أرقام محدودة مقاس 9 بوصات وهي مرئية بدون فتح العبوة. يوجد أيضًا حجم 1.5 بوصة من الفينيل.
3 "أرقام يمكن شراؤها حسب الحالة. تأتي كل علبة مع 24 فينيل تحتوي على 2 على الأقل من كل تصميم معروف، ومطارد غامض. لاستيعاب المطارد، يظهر أحد التصاميم الـ 11 المعروفة 3 مرات في علبة.
في مجموعات تسمى ايتشز "3 سرية وغامضة ونسخة مختلفة من الشكل.

## روابط خارجية
- الموقع الرسمي
- البحث وجمع والتجارة والشراء نسخة محفوظة 19 أكتوبر 2019 على موقع واي باك مشين.